# Guillermo Matías Fernández
Guillermo Matías Fernández, meglio noto come Pol Fernández (Granadero Baigorria, 11 ottobre 1991), è un calciatore argentino, centrocampista del Fortaleza.

## Caratteristiche tecniche
È un centrocampista centrale che può essere adattato sull'esterno.

## Carriera

### Gli inizi
Cresciuto nelle giovanili del Club Atlético Boca Juniors,debutta tra i professionisti il 29 Febbraio del 2012 in occasione del match della Copa Argentina 2011-2012 vinto per 2 reti a 0 contro il Central Cordoba de Rosario.
L'8 Dicembre 2012 realizza la prima rete ufficiale in carriera nella vittoria per 2-1 contro il Club Deportivo Godoy Cruz Antonio Tomba valevole per la diciannovesima giornata del campionato argentino.
Non trovando continuità, chiede la cessione in prestito.

### I prestiti
Il 27 Luglio del 2013 passa in prestito al Club Atlético Rosario Central,dove gioca solo 7 partite per poi ritornare alla base.
L'anno successivo viene ceduto in prestito per 18 mesi all'Asociación Mutual Social y Deportiva Atlético de Rafaela, dove disputa un ottimo semestre bagnato da 3 goal, tra cui uno ai danni del club proprietario del suo cartellino.
A metà del 2015 passa nuovamente in prestito al Club Deportivo Godoy Cruz Antonio Tomba dove riesce a mostrare tutto il suo potenziale, diventando uno dei giocatori chiave della squadra. Il 21 Febbraio del 2016 realizza la prima rete ufficiale con i biancoblu, nella vittoria per 4-1 contro il Club Atlético Colón. A fine anno viene riscattato. Con il Godoy Cruz centra anche una storica qualificazione in Coppa Libertadores,nella quale mette a segno un goal nella fase a gironi nella vittoria per 2-0 contro lo Sport Boys Warnes.
Le buone prestazioni fornite attirano le attenzioni di molte squadre, in particolare del Club Atlético River Plate che nel 2018 fa un tentativo per acquistarlo, nonostante il suo passato al Club Atlético Boca Juniors.

### Racing Avellaneda
Nel 2018 ad acquistarlo, però, è il Racing Club de Avellaneda.
Sotto la guida tecnica di Eduardo Coudet disputa 30 presenze e realizza 3 reti (considerando tutte le competizioni),la prima nella gara vinta per 2-0 contro il Club Atlético Vélez Sarsfield e vince, da protagonista, la Superliga Argentina de Fútbol, risultando essere tra i più impiegati e tra i più importanti giocatori della squadra.

### Cruz Azul
Nel 2019 viene acquistato dal Cruz Azul Fútbol Club per una cifra pari a 5 milioni di dollari.
Con i messicani disputa solo 12 partite, ma vince due trofei: la Supercopa MX,a seguito del match vinto per 4-0 contro il Club Necaxa e la Leagues Cup.

### Il Ritorno al Boca Juniors in prestito
Nel Gennaio del 2020,è il primo rinforzo della nuova gestione targata Juan Román Riquelme,suo ex compagno di squadra.
Al Boca ritrova anche Miguel Ángel Russo che lo aveva allenato al Club Atlético Rosario Central.
Con i gialloblu disputa 8 incontri e realizza una rete nella vittoria per 4-0 ottenuta in trasferta contro il Club Atlético Colón.Risulta essere un giocatore chiave nel tramo finale del campionato che vede il Club Atlético Boca Juniors rimontare sui rivali del Club Atlético River Plate e laurearsi campione della Primera División 2019-2020 (Argentina).
Dopo lo stop forzato causa pandemia,i vertici dirigenziali gli comunicano che non verrà più utilizzato fino alla scadenza del prestito, considerando l'elevata cifra fissata dal club messicano per l'esercizio del diritto di riscatto.

### Cruz Azul
Finalizzato il prestito al Club Atlético Boca Juniors,ritorna a giocare per il Cruz Azul. Colleziona complessivamente 34 presenze e 3 reti.

### Boca Juniors Ter
Il 28 Gennaio del 2022 apre il suo terzo ciclo con la maglia del Club Atlético Boca Juniors che lo acquista, a titolo definitivo, per 2 milioni di dollari.
Nel Maggio dello stesso anno vince il suo quarto titolo con il club, in seguito alla vittoria per 3-0 in finale contro il Club Atlético Tigre,grazie a cui il Boca vince la Copa de la Liga Profesional 2022. Il ritorno al Boca non soddisfa le aspettative e col passare del tempo diventa uno dei giocatori più contestati dalla tifoseria. Dall'altro canto, il presidente Juan Román Riquelme, non perde mai occasione per elogiarlo pubblicamente, creando una spaccatura sul tema tra i tifosi.
Il 14 Dicembre 2024 disputa l’ultimo incontro con il club argentino in occasione del pari a reti inviolate contro l’Independiente. Dal 2025, infatti, è un nuovo giocatore del Fortaleza.

## Statistiche

### Presenze e reti nei club
Statistiche aggiornate al 16 dicembre 2024.
| Stagione                | Squadra                 | Campionato              | Campionato | Campionato | Coppe nazionali | Coppe nazionali | Coppe nazionali | Coppe continentali | Coppe continentali | Coppe continentali | Altre coppe | Altre coppe | Altre coppe | Totale | Totale |
| Stagione                | Squadra                 | Comp                    | Pres       | Reti       | Comp            | Pres            | Reti            | Comp               | Pres               | Reti               | Comp        | Pres        | Reti        | Pres   | Reti   |
| ----------------------- | ----------------------- | ----------------------- | ---------- | ---------- | --------------- | --------------- | --------------- | ------------------ | ------------------ | ------------------ | ----------- | ----------- | ----------- | ------ | ------ |
| 2011-2012               | Boca Juniors            | PD                      | 5          | 0          | CA              | 3               | 0               |                    | -                  | -                  |             | -           | -           | 8      | 0      |
| 2012-2013               | Boca Juniors            | PD                      | 20         | 1          |                 | -               | -               | CL                 | 3                  | 1                  | SA          | 1           | 0           | 24     | 2      |
| lug-dic 2013            | Rosario Central         | PD                      | 7          | 0          |                 | -               | -               |                    | -                  | -                  |             | -           | -           | 7      | 0      |
| lug-dic 2014            | Atlético Rafaela        | PD                      | 17         | 3          | CA              | 4               | 0               |                    | -                  | -                  |             | -           | -           | 21     | 3      |
| gen-giu 2015            | Atlético Rafaela        | PD                      | 7          | 1          | CA              | 1               | 0               |                    | -                  | -                  |             | -           | -           | 8      | 1      |
| Totale Atlético Rafaela | Totale Atlético Rafaela | Totale Atlético Rafaela | 24         | 4          |                 | 5               | 0               |                    | -                  | -                  |             | -           | -           | 29     | 4      |
| lug-dic 2015            | Godoy Cruz              | PD                      | 10         | 0          |                 | -               | -               |                    | -                  | -                  |             | -           | -           | 10     | 0      |
| gen-giu 2016            | Godoy Cruz              | PD                      | 16         | 2          |                 | -               | -               |                    | -                  | -                  |             | -           | -           | 16     | 2      |
| 2016-2017               | Godoy Cruz              | PD                      | 21         | 2          | CA              | 2               | 0               | CL                 | 4                  | 1                  |             | -           | -           | 27     | 3      |
| 2017-2018               | Godoy Cruz              | PD                      | 24         | 3          | CA              | 3               | 0               | CL                 | 1                  | 0                  |             | -           | -           | 28     | 3      |
| Totale Godoy Cruz       | Totale Godoy Cruz       | Totale Godoy Cruz       | 71         | 7          |                 | 5               | 0               |                    | 5                  | 1                  |             | -           | -           | 81     | 8      |
| 2018-2019               | Racing Club             | PD                      | 23         | 3          | CdS             | 4               | 0               | CL+CS              | 2+2                | 0+0                |             | -           | -           | 31     | 3      |
| lug-dic 2019            | Cruz Azul               | PD                      | 12         | 0          |                 | -               | -               | LC                 | 2                  | 0                  | SMX         | 1           | 0           | 15     | 0      |
| gen-giu 2020            | Boca Juniors            | PD                      | 7          | 1          | CdS             | 1               | 0               | CL                 | 2                  | 0                  |             | -           | -           | 10     | 1      |
| lug-dic 2020            | Boca Juniors            |                         | -          | -          | CM              | 1               | 0               | CL                 | 4                  | 0                  |             | -           | -           | 5      | 0      |
| gen-giu 2021            | Cruz Azul               | PD                      | 19         | 3          |                 | -               | -               | CCL                | 3                  | 0                  | CC          | 1           | 0           | 23     | 3      |
| lug-dic 2021            | Cruz Azul               | PD                      | 15         | 0          |                 | -               | -               | CCL                | 2                  | 0                  | CC          | 1           | 0           | 18     | 0      |
| Totale Cruz Azul        | Totale Cruz Azul        | Totale Cruz Azul        | 46         | 3          |                 | -               | -               |                    | 7                  | 0                  |             | 3           | 0           | 56     | 3      |
| 2022                    | Boca Juniors            | PD                      | 24         | 3          | CA+CdL          | 4+15            | 1+0             | CL                 | 7                  | 0                  | TCS         | 1           | 0           | 50     | 4      |
| 2023                    | Boca Juniors            | PD                      | 22         | 2          | CA+CdL          | 4+7             | 0+0             | CL                 | 13                 | 0                  | SA+SI       | 0+1         | 0+0         | 47     | 3      |
| 2024                    | Boca Juniors            | PD                      | 22         | 0          | CA+CdL          | 4+11            | 0+0             | CS                 | 8                  | 0                  |             | -           | -           | 45     | 0      |
| Totale Boca Juniors     | Totale Boca Juniors     | Totale Boca Juniors     | 100        | 7          |                 | 50              | 1               |                    | 37                 | 1                  |             | 3           | 0           | 190    | 9      |
| Totale carriera         | Totale carriera         | Totale carriera         | 271        | 24         |                 | 64              | 1               |                    | 53                 | 2                  |             | 6           | 0           | 393    | 28     |

## Palmarès

### Club

#### Competizioni nazionali
- Campionato argentino: 4

Boca Juniors: Apertura 2011, 2019-2020, 2022
Racing Club: 2018-2019
- Copa Argentina: 1

Boca Juniors: 2011-2012
- Supercopa MX: 1

Cruz Azul: 2019
- Copa de la Liga Profesional: 1

Boca Juniors: 2022
- Supercopa Argentina: 1

Boca Juniors: 2022

#### Competizioni internazionali
- Leagues Cup: 1

Cruz Azul: 2019